# 2012年佩爾尼克地震
2012年佩爾尼克地震為矩震級5.6級的地震，於當地時間2012年5月22日凌晨3:00發生在保加利亚首都索菲亞以西約24公里、佩爾尼克州首府西北偏北約9公里處，震源深度9.4公里。

## 影響

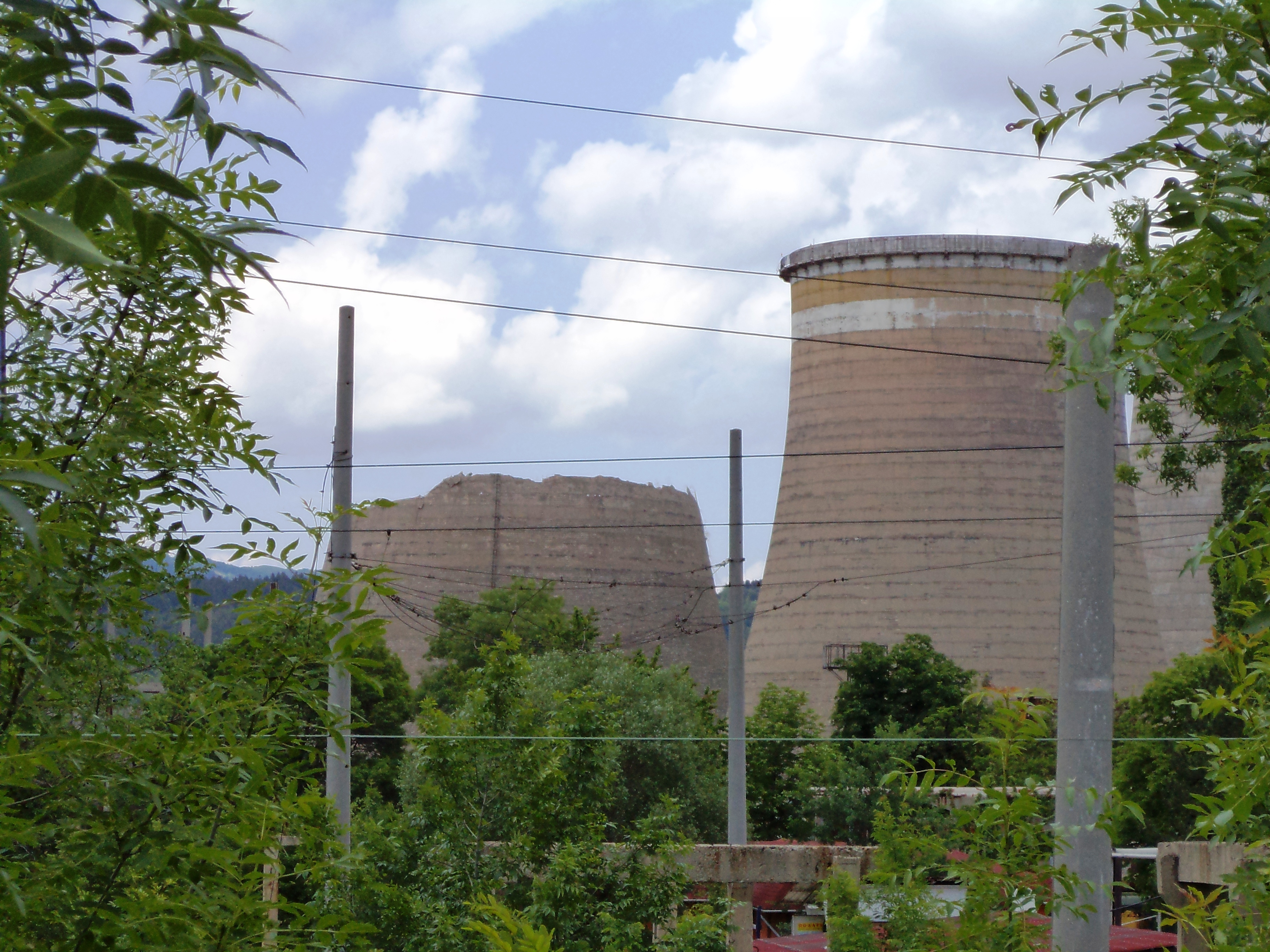
佩爾尼克「共和國」熱電站三座塔其中之一在地震中嚴重受損

地震發生後，佩爾尼克州立即宣布進入紧急状态。附近村莊的市長表示地震並無造成重大損失。據報索菲亞的許多居民逃離家園，聚集在街上。新华社記者在首都通報網路連線已被切斷。
據民防辦公室稱，佩爾尼克廣泛地區的煙囪倒塌、牆壁破裂和窗戶破碎，該市已宣布進入24小時緊急狀態。該市共和國發電廠的一座高煙囪在地震中部分倒塌，導致發電量暫時減少。

### 傷亡
來自丘斯滕迪爾的一名59歲婦女因心臟病發作而離世，被列為唯一的間接傷亡者。

## 善後
保加利亞政府最初派出14個小組前往該區評估損失情況，他們的首份報告得出的結論是大約60%的房屋受影響。至少150人已被轉移到臨時避難所，該區的幾所學校和幼兒園將不得不拆除或重建。保加利亞政府最後共檢查14,000棟建築，其中約50棟將被拆除。初步估計首都索菲亞的損失約為130萬列弗（約66萬歐元），而佩爾尼克的損失至少為2,000萬列弗（約1,020萬歐元）。

## 延伸閱讀
- Radulov, A.; Yaneva, M.; Shanov, S.; Nikolov, V.; Kostov, K.; Nikolov, N.; Hristov, V.; Dobrev, N.; Mitev, A.,  (PDF), Bulgarian Academy of Sciences, 2012  [2024-03-02], （原始内容 (PDF)存档于2022-12-07）